# Lavash
Lavash (em língua turca, lavaş; língua azeri, lavaş; língua arménia, լավաշ; também grafado “lahvash”) , é uma variedade de pão achatado típico da Arménia e mais tarde adotado em vários países da Ásia Central e Menor.[carece de fontes?] É um pão feito com farinha de trigo, sem levedura, o que permite obter uma apa bem fina. Estas apas ficam secas em pouco tempo e podem ser armazenadas durante vários meses; para as consumir, basta salpicar com água, envolver num pano de cozinha e em meia hora, o lavash está pronto para ser usado; pode então ser aquecido para acompanhar uma refeição, ou recheado. 
Tradicionalmente, depois de estendidos, os lavash são ajustados às paredes do forno onde vão cozer; na Arménia, este forno é chamado “tonir”, no Irão, “tanur” e “tanduri” na Turquia. Uma questão cultural importante é que este pão é usado também nas cerimónias eucarísticas da Igreja Apostólica Arménia. 
Existe uma versão do Médio Oriente (sem indicação do país) em que se faz “lavash” com levedura, para obter retângulos de massa, que podem ser usadas para enrolar recheios. 